# Holoparamecus cordicollis
Holoparamecus cordicollis is een keversoort uit de familie zwamkevers (Endomychidae). De wetenschappelijke naam van de soort is voor het eerst geldig gepubliceerd in door Tapan Sen Gupta.